# Giesendorf (Elsdorf)
Giesendorf is een dorp in, en sedert 2011 een stadsdistrict van de Duitse gemeente Elsdorf, deelstaat Noordrijn-Westfalen, en telde per 31 mei 2024 volgens de gemeentewebsite van Elsdorf 1.316 inwoners.
Giesendorf ligt ten zuid-zuidoosten van de hoofdplaats Elsdorf.
Zie voor meer gegevens: Elsdorf (Noord-Rijnland-Westfalen).